# Asedio de Mainz (1814)
El Asedio de Mainz (3 de enero - 4 de mayo de 1814) enfrento un cuerpo imperial francés bajo el mando de Charles Antoine Morand siendo asediada en la fortaleza de Mainz por un cuerpo del ejército ruso liderado por Louis Alexandre Andrault de Langeron. Cuando los rusos se retiraron en febrero de 1814, fueron reemplazados por el V Cuerpo Alemán, dirigido por Ernesto I de Sajonia-Coburgo y Gotha y compuesto por soldados del Condado de Nassau, el ducado de Berg y vario otros estados alemanes. Los franceses eran demasiado fuertes para que los aliados atacaran directamente la fortaleza. Sin embargo, un brote de Tifus devastó la ciudad. A pesar de la epidemia, Morand no entregó la ciudad hasta que llegó la noticia de la abdicación de Napoleón.

## La guarnición
A comienzos de enero de 1814, el IV Cuerpo de Morand consistió de la 1.ª División francesa dirigida por François Étienne Damas, la 13.ª División comandada por Armand Charles Guilleminot. La 51.ª división de damas contaba con 169 oficiales y 1.748 hombres en las brigadas de Schweitzer y Jean-Baptiste Estève de Latour. La división de Guilleminot incluia 187 oficiales y 2.438 hombres, en las brigadas de Antoine Gruyer, Jean-Marie Vergez y Annet Morio de L'Isle. La división de Semellé tenía 246 oficiales y 3.837 hombres en las brigadas de Antoine Aymard y Henri-Jacques-Martin Lagarde. La reserva de artillería estaba bajo Albert Louis Valentin Taviel, quien tenía a su cargo seis cañones de 12 libras, veintiocho cañones de 6 libras y doce obuses de 24 libras. Había elementos de siete regimientos de caballería, pero la principal fuerza montada contaba con 1.033 hombres del 2.º Regimiento de Guardias de Honor.

## Resultados
De la guarnición original de 31.000 hombres, solo 12.000 sobrevivieron. La mayor parte de las muertes fueron por tifus. La guarnición se rindió después de enterarse de la abdicación de Napoleón.

## Lectura
- Leggiere, Michael V. (2007). The Fall of Napoleon: The Allied Invasion of France 1813-1814 1. New York, N.Y.: Cambridge University Press. ISBN 978-0-521-87542-4.
- Petre, F. Loraine (1994). Napoleon at Bay: 1814. London: Lionel Leventhal Ltd. ISBN 1-85367-163-0. Parámetro desconocido |orig-year= ignorado (ayuda)
- Smith, Digby (1998). The Napoleonic Wars Data Book. London: Greenhill. ISBN 1-85367-276-9.

## Links externos
- Wikimedia Commons alberga una galería multimedia sobre Asedio de Mainz.